# Stad-Schiffstunnel

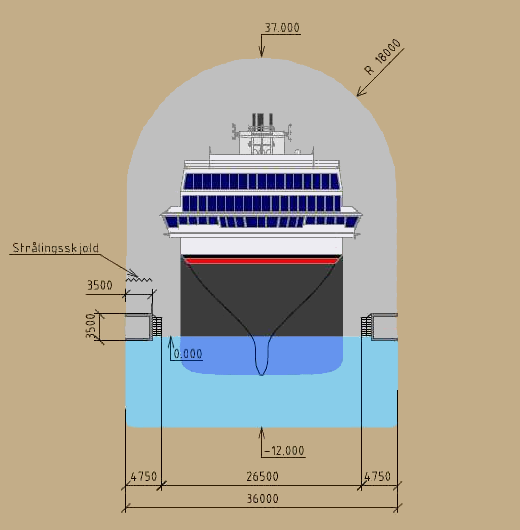
Geplantes Profil des Tunnels (Stand 2007)

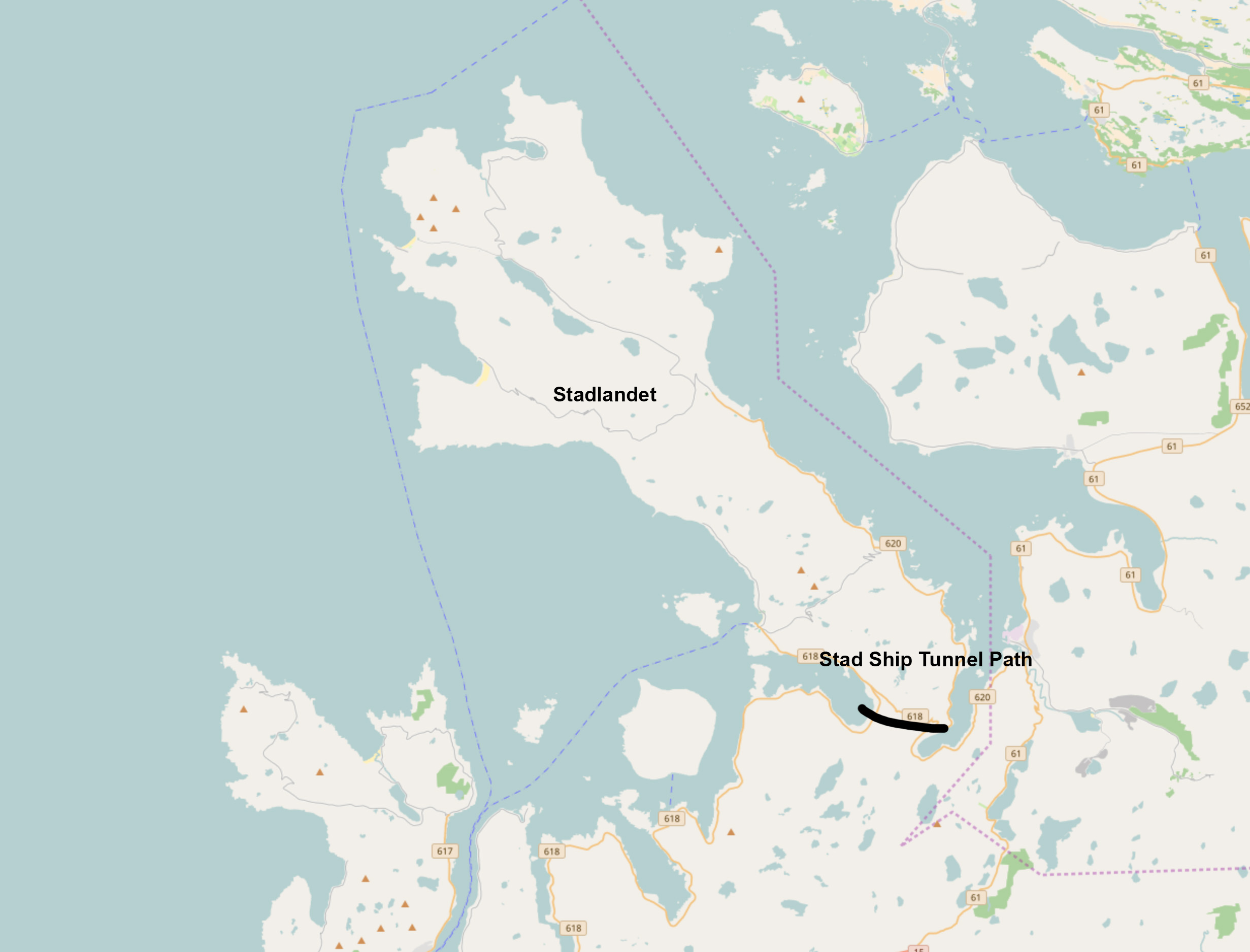
Verlauf des geplanten Tunnels

Der Stad-Schiffstunnel (norwegisch Stad skipstunnel) ist ein in Planung befindlicher Schiffstunnel auf dem Gebiet der Gemeinde Stad in der westnorwegischen Provinz (Fylke) Vestland, der die Halbinsel Stad durchqueren soll.

## Projektbeschreibung
Der Tunnel soll Stadlandet ungefähr an der schmalsten Stelle queren, dem etwa 1,7 km breiten Isthmus im Süden, und so für die Schifffahrt eine Verbindung zwischen dem Moldefjord im Westen bei Eide und dem Vanylvsfjord im Osten bei Kjøde herstellen. Er würde Schiffen damit ein Umfahren von Stadlandet durch das Nordmeer ersparen, wo besonders im Herbst und Winter sehr raue Wind- und Wasserverhältnisse mit gefährlichen Kreuzseen herrschen. An rund hundert Tagen im Jahr ist die See vor der auch „Vestkapp“ genannten Landspitze Kjerringa schwer befahrbar. Im Stadhavet, dem Meer um Stad mit Felsen und Untiefen, haben seit Ende des Zweiten Weltkriegs bei 46 Havarien 33 Menschen ihr Leben verloren. Die geplante Wasserstraße würde die Verbindung zwischen Måløy und Torvik auf der Hurtigruten sicherer machen und soll auch für kleinere Fracht- und Kreuzfahrtschiffe befahrbar sein. Auf der Hurtigruten verkehrende Passagierschiffe neuerer Generation für bis zu 1000 Passagiere (gebaut ab 1993) sind bis zu 21,50 Meter breit (Finnmarken), bis zu 138,50 Meter lang und haben bis zu 5,1 Meter Tiefgang (Fram).
Daher ist ein rund 1,7 km langer Tunnel geplant, dessen Profil im Querschnitt eine Höhe von 49 Metern, eine Breite von 36 Metern und eine Fläche von ungefähr 1625 Quadratmetern haben soll. Die Tunneldecke soll als Rundbogen ausgeführt werden (halbkreisförmig mit einem Radius von 18 m). Bei einer Wassertiefe von 12 m würde der Lichtraum über Wasser eine maximale Durchfahrtshöhe von 37 m erlauben. Das Fahrwasser selbst soll auf Höhe des Wasserspiegels 26,5 m breit sein und auf beiden Seiten flankiert werden von je 4,75 m breiten Zugangswegen mit Geländer und eingelassenen Nischen samt Aufstiegsleiter. Somit wäre der Schiffstunnel groß genug, um den Schiffen der Hurtigruten die Passage zu ermöglichen. Für den Bau der Tunnelröhre müssen rund 3 Millionen Kubikmeter Gestein aus dem Fels gesprengt werden.

## Diskussion um Nutzen
Der Tunnel wird nur in wechselndem Einrichtungsverkehr befahren werden können. Mit der Einhebung einer Maut ist zu rechnen.
Laut einem Bericht des Norwegischen Reichsrundfunks vom Oktober 2018 habe die Reederei Hurtigruten AS, die die gleichnamige Strecke bedient, erklärt, den Tunnel nicht zu verwenden, da er keine Ersparnisse bringe. Ähnlich wurde im Dezember 2020 berichtet, dass für die Reederei Fjord Shipping der Tunnel keine Rolle spiele, denn für Schiffe ab einer gewissen Größe sei das Stadhavet kein besonderes Problem.
Relevant ist der Tunnel jedenfalls für kleinere Schiffe, da diese von rauer See stärker betroffen sind.
Der Venstre-Politiker Alfred Bjørlo, bis September 2021 Bürgermeister von Stad, erwartet, dass Schiffe aller Größen den Tunnel nutzen werden und dieser seine Kosten schnell wieder ausgleichen wird.
Der Direktor des Kystverket, Einar Vik Arset, hält den Tunnel für ein wichtiges Vorhaben für die norwegischen Küste – es werde der weltweit erste Tunnel für Schiffe normaler Größe gebaut.

## Bauzeit und Finanzierung
Im Dezember 2019 wurden 5 Mio. NOK für Planungen im Jahr 2020 zugesichert.
Mit Stand Dezember 2020 ist die Finanzierung durch den norwegischen Staat gesichert. Der Verkehrsminister Knut Arild Hareide aus der Regierung aus Konservativen, Christdemokraten und Liberalen gab "wenige Wochen" vor einem Bericht des ORF im April 2021 grünes Licht für die Finanzierung von knapp 3 Mrd. NOK (rund 295 Mio. Euro).
Der Tunnelbau wurde im Mai 2021 vom norwegischen Parlament genehmigt.
Der Beginn der Bauarbeiten war mit Stand Oktober 2021 für das Jahr 2023 und die Fertigstellung für 2026 geplant, bei Baukosten zwischen knapp drei und vier Milliarden NOK (etwa 300–400 Millionen Euro). Nächste Schritte sind Erwerb von Grund – es müssen bewohnte Häuser abgerissen und Straßen höher gelegt werden. Dann sollte bis Ende 2021 ein Ausschreibungsverfahren laufen.
Im Januar 2023 legte Kystverket Detailpläne in Stad und Garedemoen für den zukünftigen Bau vor. Für die Vergabe der Aufträge ist ein zweistufiges Verfahren vorgesehen, das bis zum 3. Quartal 2023 abgeschlossen werden sollte. Die Vergabe selbst sollte im 3. Quartal 2024 erfolgen. Auf Grund stark gestiegener Kostenschätzungen (der Kostenrahmen ist bis auf 7 Mrd. NOK gestiegen) ist Kystverket durch das Parlament beauftragt worden, ob es möglich sei, die Kosten zu reduzieren und dies dem Parlament für den Staatshaushalt 2024 erneut vorzulegen.